# 阿部正俊
阿部正俊（日语：／ Abe Masatoshi */?，1942年11月4日—2020年10月25日），日本政治人物。曾任参议院议员、外务副大臣。

## 生平
1942年生于山形县北村山郡。1966年毕业于东北大学，进入厚生省工作。1994年9月，担任老人保健福祉局长。1995年7月，当选参议院议员。1998年7月，担任小淵內閣的總務廳政务次官。1999年10月，担任参议院议院运营委员会理事。2011年9月，任参议院厚生劳动委员会委员长。2002年7月，任参议院内阁委员会笔头理事。同年10月，担任党副干事长、党政调・厚生劳动部会副部会长。2003年7月、参议院外交防卫委员会笔头理事。2003年9月至2004年，担任福田康夫内閣的外务副大臣。2007年未能当选参议院议员，从政界引退。2015年授旭日重光章。2020年10月25日因胰臟癌逝世。

## 荣誉

### 日本勋章奖章
- 旭日重光章（2015年公布）

### 外国勋章奖章
- 墨西哥阿兹特克雄鹰勋章（西班牙语：Orden Mexicana del Águila Azteca）（墨西哥，2003年12月8日公布[4]）：墨西哥总统比森特·福克斯·克萨达于2003年10月15日至18日对日本进行国事访问。